# Клайнер-Плёнер-Зе
Клайнер-Плёнер-Зе (нем. Kleiner Plöner See) — озеро в районе Плён в земле Шлезвиг-Гольштейн, Германия. Расположено западнее города Плён, площадь составляет 239 га, глубина до 31 м, высота над уровнем моря 20 м. Озеро является собственностью земли Шлезвиг-Гольтейн и частных лиц.